# Susanna verso il sole/Gingando
Susanna verso il sole/Gingando è un 45 giri di Elisabetta Viviani pubblicato nel 1977 dall'etichetta discografica RCA, il primo dei quattro incisi dalla cantante per questa etichetta.

## I brani
Susanna verso il sole, scritta da Michele Messina e Romano Farinatti era il jingle utilizzato per il Carosello del detersivo  Sole Bianco, andato in onda sulle reti Rai a partire dal 1976 ed anche in seguito alla soppressione del contenitore pubblicitario..
Gingando, scritta dagli stessi autori, era il lato b del disco, brano strumentale che riprendeva parzialmente il tema del lato a..
Il 45 giri, nonostante riporti sulla label come anno di stampa il 1976, è stato distribuito solo nel 1977. Del disco esiste anche una versione promo white label.

## Tracce
Lato A
1. Susanna verso il sole – 2:45 (Michele Messina, Romano Farinatti)

Durata totale: 2:45
Lato B
1. Gingando – 3:12 (Michele Messina, Romano Farinatti)

Durata totale: 3:12